# فرودگاه دریاچه لین
فرودگاه دریاچه لین (به انگلیسی: Lynn Lake Airport) یک فرودگاه همگانی با کد یاتا YYL است که یک باند فرود شن و آسفالت دارد و طول باند آن ۷۶۸ متر است. این فرودگاه در کشور کانادا قرار دارد و در ارتفاع ۳۵۷ متری از سطح دریا واقع شده است.